# Palais Lánchíd
Le Palais Lánchíd (en hongrois : Lánchíd Palota) est un édifice de style Néorenaissance, construit de 1867 à 1870, situé dans le 1er arrondissement de Budapest, à proximité du Széchenyi Lánchíd sur la rive droite du Danube. Il s'agit de l'un des derniers immeubles d'origine présents sur Clark Ádám tér.

## Usage
De 2020 à 2023, il a été le siège de la Banque internationale d’investissement, une banque de développement russe. En 2023, celle-ci rapatrie son siège en Russie,.